# Мичел (Џорџија)
Мичел (енгл. Mitchell) град је у америчкој савезној држави Џорџија. По попису становништва из 2010. у њему је живело 199 становника.

## Демографија
Према попису становништва из 2010. у граду је живело 199 становника, што је 26 (15,0%) становника више него 2000. године.
| Група             | 2000.       | 2010.       |
| Белци             | 145 (83,8%) | 170 (85,4%) |
| Афроамериканци    | 28 (16,2%)  | 22 (11,1%)  |
| Азијати           | 0 (0,0%)    | 0 (0,0%)    |
| Хиспаноамериканци | 0 (0,0%)    | 6 (3,0%)    |
| Укупно            | 173         | 199         |